# جامعة راجستان للطب البيطري وعلوم الحيوان
جامعة راجستان للطب البيطري وعلوم الحيوان (بالإنجليزية: Rajasthan University of Veterinary and Animal Sciences)‏ (RAJUVAS) هي جامعة زراعية حكومية  تقع في بيكانير، راجستان، الهند. تم تأسيسها في عام 2010 بموجب قانون جامعة راجستان للعلوم البيطرية والحيوانية لعام 2010 لحكومة ولاية راجستان المعدلة في عام 2013. الكليات المكونة لها هي كلية العلوم البيطرية والحيوانية، بيكانر (CVAS Bikaner)، كلية العلوم البيطرية والحيوانية، نافانيا، فالابناغار، أودايبور (CVAS Udaipur) ومعهد الدراسات العليا للتعليم البيطري والبحوث (PGIVER). كما أن لديها 65 معهدًا آخر يمنحون دبلومات لمدة عامين.